# Craig Henderson
Craig Henderson, född 24 juni 1987, är en nyzeeländsk fotbollsspelare som spelar för Indy Eleven.

## Klubbkarriär
Henderson spelade i några olika lokala klubbar hemma i Nya Zeeland innan han som nittonåring flyttade till USA och Dartmouth College där han spelade collegefotboll för Dartmouth Big Green.
I augusti 2009 provtränade Henderson för allsvenska Kalmar FF, men de valde att inte skriva något kontrakt med honom då. Istället skrev han i december samma år ett treårskontrakt med den då nyblivna allsvenska klubben Mjällby AIF. I februari 2010 skadade Henderson korsbandet och blev borta från spel i sex till åtta månader och han missade därmed hela sin första säsong med Mjällby.
20 februari 2016 skrev Henderson på över en säsong med GAIS i svenska Superettan.

## Landslagskarriär
Henderson har spelat i flera av Nya Zeelands ungdomslandslag, men han har ännu (juni 2010) inte debuterat i Nya Zeelands landslag. Han var uttagen till en träningsmatch mot Mexico den 3 mars 2010 i Los Angeles, men han missade den på grund av en korsbandsskada som han ådrog sig någon vecka före matchen.